# チェルネ・ポレシェ駅
チェルネ・ポレシェ駅（チェルネ・ポレシェえき）はスロバキア国ジリナ県チャッツァ郡にある、スロバキア国鉄129号線の駅である。

## 駅構造

### ホーム
1面1線の地上駅。
| 路線    | 方向   | 行先             | 備考 |
| ------- | ------ | ---------------- | ---- |
| 129号線 | 東方向 | ズヴァルドニ方面 | 普通 |
| 129号線 | 西方向 | ジリナ方面       | 普通 |

### ダイヤ[1]
普通列車のみの運行で、一日7-8往復が停車する。また、午前中には上下とも6時間列車が停車しない時間帯がある。

## 隣の駅
スロバキア国鉄
129号線
普通
チェルネ・プリ・チャッチ停留所 - チェルネ・ポレシェ駅 - スカリテー停留所

## その他
スロバキア最北端の駅で、チェコ、ポーランドとの国境に近い。